# Roger Federers tennissäsong 2011
Roger Federers tennissäsong 2011 var den professionella tennisspelaren Roger Federers fjortonde professionella tennissäsong.
2011 var ett magert år för Federer. Han nådde en Grand Slam-final under året, i Franska öppna, och 2011 var det första året sedan 2002 som Federer inte vann en enda Grand Slam-titel. Året dominerades av den nye världsettan Novak Djokovic som vann tre av årets fyra Grand Slam-titlar.

## Årssammanfattning

### Qatar Open
Federer inledde säsongen med att vinna sin tredje titel i Qatar Open efter att ha finalbesegrat Nikolaj Davydenko i två set.

### Australiska öppna
I Australiska öppna besegrade Federer Stan Wawrinka i kvartsfinalen innan han förlorade i semifinalen mot Novak Djokovic i tre set.

### Dubai Tennis Championships
Han nådde sedan finalen i Dubai Tennis Championships men fick även där se sig besegrad av Djokovic.

### Franska öppna
I Franska öppna mötte Federer igen Novak Djokovic i semifinalen. Han vann matchen i fyra set med 7–6 (7–5), 6–3, 3–6, 7–6 (7–5) och såg till att Djokovic förlorade sin första match för året, efter att ha vunnit de första 41. Federer nådde även sin femte Franska öppna-final. Dessvärre förlorade han mot Rafael Nadal i fyra set.

### Wimbledon
I Wimbledon nådde han kvartsfinalen där han fick se sig besegrad av Jo-Wilfried Tsonga i fem set.

### US Open

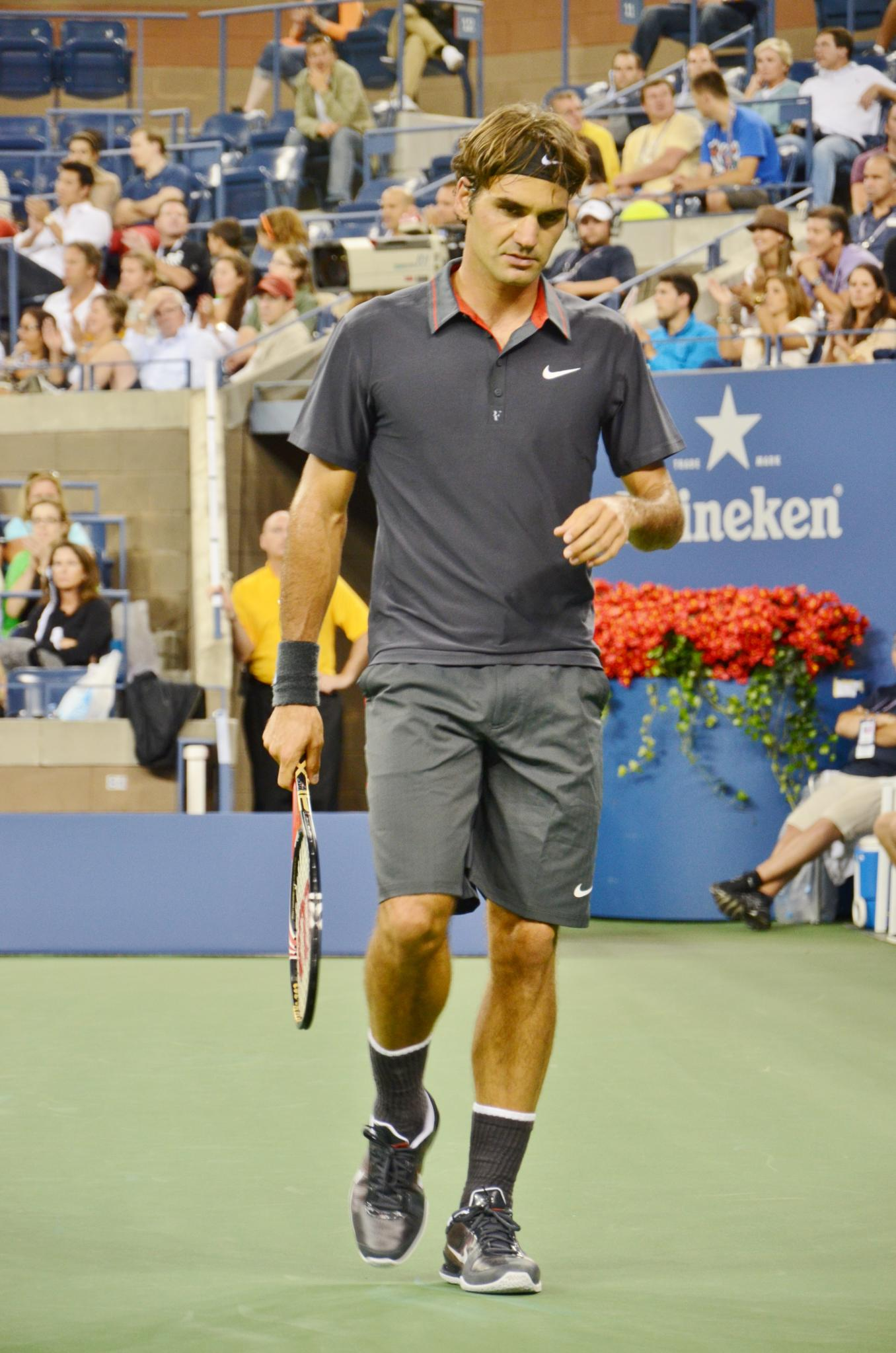
Federer spelar i US Open 2011

I US Open spelade Federer sig väldigt komfortabelt ända fram till semifinalen. På vägen dit besegrade han framförallt Jo-Wilfried Tsonga i kvartsfinalen på tre set med 6–4, 6–3, 6–3. Federer ställdes igen mot Djokovic i semifinalen. Där tog Federer ledningen med 2–0 i set men Djokovic vann set tre och fyra och matchen nådde ett femte set. Där hade Federer två matchbollar som Djokovic räddade. Han förlorade sedan matchen med 7–6 (9–7), 6–4, 3–6, 2–6, 5–7 och Djokovic vann sedan turneringen.

### Swiss Indoors
Slutet av året blev väldigt lyckat för Federer. I Swiss Indoors besegrade han Andy Roddick i kvartsfinalen i två set och Wawrinka i semifinalen i två set. Den unge japanen Kei Nishikori fick se sig besegrad i finalen med slutresultatet 6–1, 6–3 och Federer vann sin femte titel i Basel.

### BNP Paribas Masters
Han spelade sedan i Masters 1000 turneringen BNP Paribas Masters. Där besegrade han Tomáš Berdych i semifinalen och Jo-Wilfried Tsonga i finalen i två set och tog hem sin första titel i turneringen.

### ATP World Tour Finals
Nästa turnering var ATP World Tour Finals. Där vann Federer alla tre gruppspelsmatcher. I den andra gruppspelsmatchen utklassade Federer Rafael Nadal med 6–3, 6–0 och var klar för semifinal. I semifinalen mot spanjoren David Ferrer vann Federer på två set med 7–5, 6–3. Han besegrade även Jo-Wilfried Tsonga i finalen, som han även besegrat i gruppspelet, och vann sin sjätte titel i turneringen, mer än någon annan spelare. Det var även Federers 70:e singeltitel i karriären och han avslutade året som trea på världsrankingen.